# Municipio de Perry (condado de Snyder)
El municipio de Perry (en inglés: Perry Township) es un municipio ubicado en el condado de Snyder en el estado estadounidense de Pensilvania. En el año 2000 tenía una población de 1.973 habitantes y una densidad poblacional de 29 personas por km².

## Geografía
El municipio de Perry se encuentra ubicado en las coordenadas 40°40′00″N 76°58′59″O / 40.66667, -76.98306.

## Demografía
Según la Oficina del Censo en 2000 los ingresos medios por hogar en la localidad eran de $35,167 y los ingresos medios por familia eran $40,474. Los hombres tenían unos ingresos medios de $28,808 frente a los $21,667 para las mujeres. La renta per cápita para la localidad era de $14,631. Alrededor del 12,1% de la población estaban por debajo del umbral de pobreza.